# Propoziția în limba maghiară
Acest articol se limitează la acea parte a sintaxei limbii maghiare care tratează, în viziunea gramaticii tradiționale, tipurile de propoziții, părțile de propoziție, chestiunile legate de acordul dintre acestea și topica în propoziție.

## Clasificarea propozițiilor considerate în sine
Propozițiile considerate în sine pot fi clasificate după structură, după actul de vorbire realizat și după aspectul lor pozitiv sau negativ.

### Tipurile de propoziții după structură
Propoziția neanalizabilă este lipsită de raportul subiect–predicat, care nici nu îi este necesar. Poate fi subdivizată în:
- propoziție neredactată, dacă conține un singur cuvânt, altul decât un verb la un mod personal: Jaj! „Vai!”, Szia! „Salut!”, Igen „Da”, Nem „Nu”.

- propoziție redactată, dacă conține cel puțin o sintagmă fără verb: Jó Isten! „Dumnezeule mare!”, No és maga, kedves kolléga? „Dar dumneavoastră, dragă colega?”

Propoziția analizabilă are cel puțin predicat. Poate fi de mai multe feluri. Dintr-un anumit punct de vedere, poate fi minimală sau dezvoltată.
- Propoziția minimală poate fi alcătuită numai din predicat, în cazul exprimării unor fenomene meteorologice (Villámlik „Fulgeră”, Havazik „Ninge”, Fagy „E ger”), din subiect și predicat (A nyúl fut „Iepurele fuge”) sau din subiect, predicat și un complement fără care primele două nu pot alcătui o propoziție: Kati a könyvet olvassa „Kati citește cartea” (obiectul a könyvet „cartea” este indispensabil, pentru că predicatul este la conjugarea definită)[2]; Zsófi jártas a matematikában „Zsófi e pricepută la matematică” (numele predicativ jártas nu poate fi lipsit de un complement).

- Propoziția dezvoltată conține și părți de propoziție în lipsa cărora propoziția rămâne minimală: Kati a tőlem kapott könyvet olvassa „Kati citește cartea primită de la mine”.

Din alt punct de vedere, propoziția analizabilă poate fi completă sau incompletă.
- Propoziția completă conține toate părțile de propoziție necesare pentru organizarea internă a comunicării date: János elutazik holnap „János pleacă mâine”.

- Propoziția incompletă se reduce la părțile de propoziție esențiale în situația dată, putând fi completată relativ ușor. Se întâlnește mai ales în dialoguri: – Ki utazik el holnap? – János „– Cine pleacă mâine? – János”.

### Tipurile de propoziții după actul de vorbire realizat
Aceste tipuri de propoziții se caracterizează prin structura sintactică și intonativă, prin anumite tipuri de cuvinte pe care le conțin și prin modul predicatului. Sunt cinci tipuri de propoziții: enunțiative, optative, imperative, interogative și exclamative, fiecare cu subdiviziuni.
Propoziția enunțiativă poate fi:
- asertivă, caz în care predicatul este la modul indicativ: András teniszezik „András joacă tenis”;

- neasertivă, al cărei predicat poate fi și la modul condițional: Vehetnénk valami finomat „Am putea să cumpărăm ceva bun”.

Propoziția optativă are două subtipuri, delimitate după modul predicatului și particulele pe care le pot conține propozițiile. Astfel sunt:
- propoziții optative cu predicatul la modul condițional, care poate fi un verb potențial (cu sufixul -hat/-het), conținând totdeauna o particulă ce exprimă dorința: Bárcsak ehetnénk most valami finomat! „De-am putea mânca acum ceva bun!” Alte particule care pot fi folosite în acest tip de propoziție sunt bár (sinonim cu bárcsak), csak „numai”, ha „dacă”.

- propoziții optative cu predicatul la modul imperativ, în care pot apărea particulele csak sau hadd, și care pot avea următoarele structuri:

– cu verb mediu, exprimând o dorință, o urare: Gyógyulj meg! „Să te faci bine!”;
– cu verbul lesz „a fi”: Legyen kívánságod szerint! „Fie după dorința ta!”;
– cu predicat nominal: Csak ne légy beteg a fagylalttól! „Numai să nu fii bolnav de la înghețată!”;
– cu verb activ și particula hadd, exprimând o cerere, o concesie, o dorință: Hadd menjenek a gyerekek! „Las’ să meargă copiii!”;
– cu verb activ și subiect inanimat sau inactiv: Kísérjen utadon sok szerencse! „Să te petreacă mult noroc în drumul tău!”
Propoziția imperativă are ca subiect destinatarul căruia i se adresează, iar predicatul său poate fi un verb activ, factitiv sau reflexiv, la modul imperativ. De cele mai multe ori se adresează persoanei a doua (Vidd le a szemetet! „Du jos gunoiul!”), uneori persoanei întâi plural: Menjünk egy kicsit gyorsabban! „Să mergem puțin mai repede!” Poate fi și o propoziție neanalizabilă ce are ca termen principal un substantiv sau un infinitiv care exprimă o injoncțiune: Futás! „Fuga!”, Felállni! „În picioare!”
Propoziția interogativă este de mai multe feluri:
- totală (la care răspunsul este „da” sau „nu”), ce poate conține particulele interogative -e sau ugye: Ízlett(-e) a leves? „Ți-a plăcut supa?”, (Ugye) jó a leves? „(Nu-i așa că) e bună supa?”;

- disjunctivă, care conține conjuncția vagy „sau”, propunând o alegere, și la care se poate răspunde cu is …, is „și …, și” sau sem …, sem „nici …, nici”: Busszal vagy vonattal mész? „Mergi cu autocarul sau cu trenul?”;

- parțială, care se referă la o parte de propoziție, începând totdeauna cu un pronume sau un adverb pronominal interogativ, și la care răspunsul poate fi partea de propoziție vizată, sau o sintagmă ori o propoziție care o conține: – Mikor jöttél haza? – Az előbb „– Când ai venit acasă? – Mai înainte”;

- deschisă, care începe totdeauna cu un cuvânt interogativ și necesită un răspuns mai dezvoltat, uneori conținând mai multe propoziții: – Hogyan lehet ezt megoldani? – Véleményem szerint a következőképpen: … „– Cum se poate rezolva asta? – După mine în felul următor: …”

O categorie aparte de propoziție interogativă este cea care completează o propoziție enunțiativă, fiind constituită dintr-un cuvânt propoziție, de exemplu un cuvânt de negație, dintr-o particulă sau, eventual, un adverb sau un adjectiv: Jó a leves,ugye / igaz / mi / nem? „E bună supa, așa-i / ai / nu?”; Moziba megyünk, jó? „Mergem la film, bine?”
Propoziția interogativă retorică se poate delimita numai din punct de vedere pragmatic: Miért mondtam el ezeket a szempontokat? Azért, hogy jobban lássuk… „De ce am amintit aceste puncte de vedere? Ca să se vadă mai bine…”
Propoziția exclamativă poate conține:
- o interjecție: Jaj minden árulónak! „Vai tuturor trădătorilor!”;
- o particulă exclamativă sau alt cuvânt exclamativ: De jó ez a leves! „Ce bună e supa asta!”, Olyan kellemes napozni! „E așa de plăcut să stai la soare!;
- o interjecție și o particulă exclamativă sau alt cuvânt exclamativ: Jaj de jó a habos sütemény! „Vai ce bună e prăjitura cu frișcă!”

### Tipurile de propoziții după aspectul pozitiv sau negativ
Propoziția pozitivă este cea al cărei predicat nu este negat, adică nu îi este asociat un cuvânt de negație. Dacă este negată altă parte de propoziție, propoziția este totuși pozitivă: Nem ő törte be az ablakot „Nu el a spart geamul”.
Propoziția negativă are predicatul negat (despre acest tip de propoziție, vezi pe larg Cuvântul de negație).

## Părțile de propoziție
În gramaticile limbii maghiare, părțile de propoziție sunt tratate parțial asemănător, parțial diferit față de modul lor de tratare în gramaticile limbii române.

### Precizări terminologice
Prezentăm sintaxa limbii maghiare cu ajutorul terminologiei maghiare traduse în română. Termenii de specialitate care nu sunt folosiți în gramatica limbii române sunt următorii:
| Termen maghiar                             | Traducerea termenului maghiar                        | Definiție | Termen românesc corespunzător               | Exemple |
| ------------------------------------------ | ---------------------------------------------------- | --- | ------------------------------------------- | --- |
| tárgy                                      | obiect                                               | denumește asupra cui sau asupra a ce se exercită acțiunea, sau denumește rezultatul acțiunii | complement direct                           | Láttam Máriát „Am văzut-o pe Mária”, Cikket írók „Scriu un articol”                                                   |
| számhatározó                               | complement numeric                                   | se referă la frecvența sau la repetarea în timp a acțiunii | complement circumstanțial de mod            | Már kétszer szóltam neki „I-am vorbit de două ori”                                                                    |
| állapothatározó                            | complement de stare                                  | exprimă starea în care se află persoana sau lucrul denumit de subiect, de obiect sau de altă parte de propoziție, în timpul acțiunii | element predicativ suplimentar              | Mérgesen ment ki „A ieșit furios(oasă)”, Sírni láttam „L-am văzut/Am văzut-o plângând”                                |
| eredethatározó                             | complement de origine                                | exprimă starea, persoana sau lucrul care se află la originea persoanei sau lucrului denumit de subiect | complement indirect                         | Kitől van ez az idézet? „Din cine este citatul acesta?”                                                               |
| eredményhatározó                           | complement de rezultat                               | exprimă ce sau cum devine o persoană sau un lucru denumite de subiect, de obiect etc., ca rezultat al acțiunii | complement indirect                         | Az ételt adagokra osztják „Mâncarea se împarte în porții”                                                             |
| fok-mérték határozó                        | complement de grad/măsură                            | exprimă intensitatea, gradul, măsura acțiunii | complement circumstanțial de mod de măsură  | Ez a fiú kissé félénk „Băiatul ăsta e cam timid”                                                                      |
| fok-mérték határozó                        | complement de grad/măsură                            | exprimă intensitatea, gradul, măsura acțiunii | complement circumstanțial consecutiv        | Kimerülésig dolgozik „Muncește până la epuizare”                                                                      |
| részeshatározó                             | complement de atribuire                              | exprimă în folosul sau în detrimentul cui sau a ce are loc acțiunea | complement indirect                         | Ír a feleségének „Îi scrie soției sale”, A dohányzás veszélyes az egészségre „Fumatul este periculos pentru sănătate” |
| hasonlító határozó                         | complement comparativ                                | exprimă persoana, lucrul, calitatea sau cantitatea cu care se face o comparație | complement circumstanțial de mod comparativ | A fiú magasabb az apjánál „Fiul e mai înalt decât tatăl”                                                              |
| állandó határozó sau aszemantikus határozó | complement permanent, respectiv complement asemantic | asociat anumitor verbe sau părți nominale de vorbire, totdeauna cu aceeași desinență sau cu aceeași postpoziție (caracteristice altor tipuri de complemente), al cărui sens nu poate fi delimitat exact, astfel încât nu poate fi inclus în niciun alt tip de complement | complement indirect                         | Bízom a jövőben „Am încredere în viitor”, Jó vagyok fizikából „Sunt bun(ă) la fizică”                                 |

### Predicatul(Az állítmány)

#### Predicatul verbal
Acest tip de predicat poate exprima o acțiune a subiectului (A gyerekek dolgozatot írnak „Copiii scriu o lucrare”), o întâmplare independentă de intenția subiectului (A hajó elsüllyedt „Vaporul s-a scufundat”), o schimbare având ca rezultat o stare a subiectului (A barátom megbetegedett „Prietenul meu s-a îmbolnăvit”) sau existența (Vannak még hibák „Mai sunt greșeli”), împreună cu modalitatea și timpul acestora, acordându-se în persoană și număr cu subiectul. Pentru exprimarea existenței, verbul poate fi uneori subînțeles la persoana a treia singular (Itt a nyár! „A venit vara!”, Hol a könyvem? „Unde mi-e cartea?”), aceste propoziții fiind structural incomplete.
Sunt și propoziții în care termenul principal este un infinitiv, predicatul exprimat prin verbul lehet putând fi subînțeles: Innen látni (lehet) a Balatont „De aici se poate vedea Balatonul”.

#### Predicatul nominal
În cazul acestui tip de predicat, sensul lexical (noțional) este purtat de o parte de vorbire nominală (numele predicativ), ce reprezintă o calificare sau o identificare a subiectulului. Categoriile gramaticale caracteristice verbului sunt exprimate de un verb copulativ, care asigură legătura dintre subiect și numele predicativ. De cele mai multe ori, verbul copulativ este van/lesz „a fi”, uneori marad „a rămâne” sau múlik „a trece” (referitor la vârstă sau la oră). La indicativ prezent, persoana a treia singular și plural, verbul copulativ van (plural vannak) se omite obligatoriu (Géza olyan jó matematikus, mint Miklós „Géza este un matematician tot atât de bun ca Miklós”), cu excepția cazului când predicatul exprimă o calitate, o măsură. În acest caz, verbul copulativ este și cuvântul cel mai puternic accentuat din propoziție: Géza van olyan jó matematikus, mint Miklós „Géza este un matematician cel puțin tot atât de bun ca Miklós”. Numele predicativ poate fi exprimat de următoarele părți de vorbire:
- substantiv: Édesanyám a legjobb barátnőm volt „Mama mi-a fost prietena cea mai bună”, Harry Potter a mai gyerekek regényhőse „Harry Potter este eroul de roman al copiilor de astăzi”;
- adjectiv: Ő mindig határozott marad „El/Ea rămâne mereu hotărât(ă)”, Az öcsém a nyáron múlt húszéves „Fratele meu mai mic a făcut douăzeci de ani astă-vară”;
- numeral: Kétszer kettő négy „Doi ori doi fac patru”;
- pronume: Ki ő? „Cine este el/ea?”, Ez a könyv az enyém „Cartea asta e a mea”.

#### Structura predicatului
Ca structură, predicatul poate fi simplu, compus, dublu sau multiplu.
Predicat simplu poate fi numai cel verbal, fie că este la o formă temporală simplă sau compusă: Megírtam holnapra a fogalmazást „Am scris compunerea pe mâine”, Nyáron Görögországba fogunk utazni „La vară vom merge în Grecia”. 
Predicat compus este considerat cel nominal, format din nume predicativ și verb copulativ, chiar dacă acesta din urmă este redus la zero: Szép vagy „Ești frumos(oasă)”, Lehettetek volna kedvesebbek is a vendégekhez „Ați fi putut să fiți mai amabili cu invitații”, Ha nem múlt volna el hétéves, most ingyen utazhatna „Dacă n-ar fi trecut de șapte ani, ar putea circula gratis”, Ő figyelmes „El/Ea este atent(ă)”.
Predicat dublu poate fi și cel verbal, și cel nominal. Predicat dublu verbal este considerat, de exemplu, cel dat de construcția el kell menjünk „trebuie să plecăm”, având aceeași structură ca în română: verbul kell „trebuie” folosit impersonal + verb la imperativ (cu valoarea conjunctivului din română). Este o construcție din maghiara dialectală din Transilvania, adoptată de limba comună, în care este mai frecvent sinonimul ei sintactic el kell mennünk, propoziție unde predicatul este kell, mennünk fiind subiectul, exprimat prin infinitiv cu sufix posesiv care se folosește și pentru obiectul posedat. Un exemplu de predicat nominal dublu este în propoziția Most aztán gyors kell legyél „Ei, acuma trebuie să fii rapid(ă)”.
Predicat multiplu este considerat cel constituit dintr-o grupare de două sau mai multe predicate coordonate între ele, care au același subiect. Poate fi și acesta verbal sau nominal: Judit olvas és eszik egyszerre „Judit citește și mănâncă în același timp”, A gyerekek aranyosak, kedvesek voltak „Copiii au fost drăguți, amabili”.

### Subiectul(Az alany)

#### Părțile de vorbire prin care se exprimă
Subiectul poate fi exprimat prin mai multe părți de vorbire, în primul rând cele nominale, care pot fi numai la cazul nominativ:
- Substantiv de orice fel: Folyik a víz „Curge apa”.
- Pronume de orice fel (în afară de pronumele reciproc egymás „unul … altul”): Ki jön velem? „Cine vine cu mine?” Subiectul fiind exprimat de desinența predicatului, pronumele personal cu funcție de subiect este folosit numai dacă vorbitorul vrea să scoată în evidență persoana acestuia: (Te) jól beszélsz magyarul „(Tu) vorbești bine ungurește”.
- Părți de vorbire substantivate:

– numeral: „Az 1 ilyenformán mindig 1 marad” (Attila József) „Astfel 1 rămâne mereu 1”. Dacă numeralul este prevăzut cu o desinență, atunci nu mai poate fi subiect: Négyen voltunk az előadáson „Am fost patru la conferință” Aici numeralul este complement de stare, subiectul fiind inclus.
– interjecție: „Hát nem segít a jaj s az allelúja” (Attila József) „Păi nu ajută vai și aleluia”.
Funcția de subiect poate fi îndeplinită și de un infinitiv:
– fără sufix posesiv: Nem lehet odamenni „Nu se poate merge acolo”, Le kell törülni a port „Trebuie șters praful”;
– cu sufix posesiv: Le kell törülnöm a port „Trebuie să șterg praful”.

#### Structura subiectului
După structură, subiectul poate fi:
- simplu: A kutya ugat „Câinele latră”;
- compus, atunci când este exprimat printr-o parte de vorbire nominală + infinitivul unui verb copulativ: Jó lenne sokáig diák maradni „Ar fi bine să rămân mult timp student”;
- multiplu, când este format din două sau mai multe părți de vorbire nominale coordonate între ele și având același predicat: Kati és Jóska volt ott „Erau acolo Kati și Jóska”.

#### Tipurile de subiect
- Subiectul este determinat atunci când poate fi numit, în opoziție cu subiectul nedeterminat și cel general. Astfel de subiect este cel exprimat prin substantiv articulat cu articol hotărât (Fúj a szél „Suflă vântul”), substantiv propriu nearticulat (Karcsi a barátom „Karcsi e prietenul meu”) sau pronume, în afară de pronumele nehotărât și cel general: Ez nem fontos „Asta nu e important”, Te vagy a legszebb „Tu ești cea mai frumoasă”. Subiectul inclus este și el determinat: A legszebb vagy „Ești cea mai frumoasă”.

- Subiectul nedeterminat este exprimat în mod tipic prin pronume nehotărât: Csengetett valaki „A sunat cineva”. Tot nedeterminat este subiectul inclus de persoana a treia plural, dacă nu reia un termen dintr-o propoziție exprimată anterior, sau dacă subiectul nu este general: Csengettek „S-a sunat”.

- Dacă identificarea sau calificarea reprezentată de predicatul nominal se poate referi la oricine sau la orice, acesta este un subiect general. De asemenea, dacă acțiunea, întâmplarea sau existența reprezentată de predicatul verbal se poate asocia oricărui lucru sau oricărei ființe, acesta/aceasta este un subiect general. Acest tip de subiect poate fi exprimat prin:

– un pronume general: Ezt mindenki tudja „Asta o știe toată lumea”;
– desinențele personale de persoana întâi plural, a doua singular, a doua plural sau a treia plural: Vigyázzunk az egészségünkre! „Să avem grijă de sănătatea noastră!”, Addig nyújtózkodj, ameddig a takaród ér! „Nu te întinde mai mult decât ți-e plapuma!”, „Nem hallottátok Dózsa György hírét?” (Sándor Petőfi) „N-ați auzit de Gheorghe Doja?”, Azt mondják, hogy hosszú tél lesz „Se zice că iarna va fi lungă”;
– substantivele az ember „omul”, a világ „lumea”, a nép „poporul”: Az ember sohasem tudhatja, mi lesz „Nu se poate ști ce-o să fie”;
– infinitiv: Hallgatni arany „Tăcerea e de aur”.
- Subiectul poate fi subînțeles dacă noțiunea respectivă este prezentă în mintea tuturor vorbitorilor limbii: Többre nem telik „Mai mult nu-mi pot/nu-și poate/nu ne putem/nu-și pot permite” (în traducere cuvânt cu cuvânt, „Pentru mai mult nu ajunge”), unde subiectul subînțeles este „resursele materiale, financiare”. Alte exemple: Délre jár „Este aproape ora 12” (cuvânt cu cuvânt, „Merge către amiază”, subiect subînțeles „timpul”), Éjfélt ütött (cuvânt cu cuvânt, „A bătut de miezul nopții”, subiect subînțeles „orologiul”), Terítve van (cuvânt cu cuvânt, „E pusă”, subiect subînțeles „masa”).

Unele predicate nu necesită să fie puse în relație cu un subiect, deci acesta este ∅: Alkonyodik „Se înserează”, Fagy „E ger”, Havazik „Ninge”.

#### Acordul dintre subiect și predicat
Predicatul se acordă în număr și persoană cu subiectul.

##### Acordul în număr
- Dacă subiectul este multiplu, fiecare element fiind la singular, predicatul este în general la singular, dar poate fi și la plural: Mátyás és József is ott volt/voltak „Și Mátyás, și József erau acolo”. Predicatul este însă la plural dacă exprimă reciprocitatea: Péter és Pál barátok voltak „Péter și Pál erau prieteni”, A kék és a zöld nem illenek egymáshoz „Albastrul și verdele nu se potrivesc”, A Petőfi utca és a Molnár utca párhuzamosak egymással „Strada Petőfi și strada Molnár sunt paralele”. Acordul se face de asemenea la plural dacă subiectele sunt de persoane diferite: Én és a testvérem Budapestre utazunk „Eu și fratele meu mergem la Budapesta”.

- Dacă subiectul multiplu conține elemente de numere diferite, acordul predicatului poate fi după formă, adică cu elementul cel mai apropiat lui (Egy rendőr és katonák segítettek a mentésben „La salvare a ajutat un polițist și niște militari” sau Katonák és egy rendőr segített a mentésben „La salvare au ajutat niște militari și un polițist”), sau după înțeles, adică la plural: Pacsirták és egy gólya látszanak a fényképen „Pe fotografie se văd niște ciocârlii și o barză”.

- Dacă subiectul este la plural ca formă, dar reprezintă o unitate, acordul se face la singular: Az Egyesült Államok elnökválasztásra készül „Statele Unite se pregătesc de alegeri prezidențiale” (nume de țară), Győzött a Bácskai Sasok „Au învins Vulturii din Bácska” (nume de echipă sportivă).

- Numele predicativ colectiv nu se acordă la plural: Ők a legkiválóbb osztály „Ei sunt clasa cea mai bună”, Szorgalmas kis csapat vagytok „Sunteți o echipă harnică”.

- Predicatul se poate acorda cu apoziția subiectului când acestea sunt de numere diferite: Kár, hogy éppen a csoportvezetők, a két legismertebb fiú[10] nem tudott eljönni „Păcat că tocmai șefii de echipă, băieții cei mai cunoscuți n-au putut veni”.

##### Acordul în persoană
- În cazul subiectului multiplu cu elemente de persoane diferite, predicatul se pune obligatoriu la plural, la persoana cu „numărul de ordine” mai mic: Én és te szeretjük egymást „Eu și tu ne iubim”, Ti és ők mikor ismerkedtetek meg? „Voi și ei/ele când v-ați cunoscut?”

- Pronumele relativ cu funcție de subiect în propoziția atributivă este la persoana a treia, dar dacă se referă la un pronume personal de altă persoană, predicatul atributivei se acordă cu pronumele personal căreia îi este subordonată atributiva: Én, aki mindent megtettem értetek, most egyedül maradtam „Eu, care am făcut totul pentru voi, acum am rămas singur(ă)”.

- Cu pronumele personale de politețe maga „dumneata” și ön „dumneavoastră”, acordul se face la persoana a treia, chiar dacă fac parte dintr-un subiect multiplu care conține și un pronume de altă persoană: Maga, Pista bácsi és te, Jóska, üljenek ide! „Dumneata, nea Pista și tu, Jóska, așezați-vă aici”.

### Obiectul(A tárgy)
Această parte de propoziție corespunde în gramaticile limbii române complementului direct, fiind totdeauna la acuzativ, dacă este o parte de vorbire nominală.

#### Părți de vorbire prin care se exprimă obiectul
- o parte de vorbire nominală:

– substantiv: A színész szerepet tanul „Actorul învață un rol” (obiect nedefinit), Adyt olvasok „Citesc din Ady” (obiect cu valoare partitivă), Adyt olvasom „Îl citesc pe Ady” (obiect definit);
– pronume de orice fel, de exemplu:
– personal: Minket nem értesítettél „Pe noi nu ne-ai anunțat”;
– reflexiv: Nézi magát a tükörben „Se privește în oglindă”;
– reciproc: A fiúk egymást kergetik az udvaron „Băieții se fugăresc în curte”;
– demonstrativ: Olyat szeretnék én is „Aș vrea unul/una ca acela/aceea”;
– o parte de vorbire substantivată: Szeretem a szépet „Îmi place frumosul”, A vőlegény nemet mondott „Mirele a spus nu”.
- un infinitiv: Nem akarok vitatkozni „Nu vreau să discut în contradictoriu”.

#### Forma obiectului
Ca formă, obiectul este de cele mai multe ori marcat, adică este prevăzut cu desinența de acuzativ, -t (vezi exemplele de mai sus, în afară de cel exprimat prin infinitiv).
Obiectul poate fi și nemarcat, în mod facultativ, în următoarele situații:
- Dacă substantivul are un sufix de obiect posedat: Nem találom a szemüvegem(et) „Nu-mi găsesc ochelarii”.
- Pronumele personale de persoana întâi și a doua singular: Engem(et) vár „Pe mine mă așteaptă”, Téged(et) hibáztatlak „Pe tine te învinovățesc”. Cu toate că și formele fără desinență sunt specifice pentru acuzativ, obiectul exprimat de ele se consideră tot nemarcat.
- Pronumele reflexive de persoana întâi și a doua singular: Nem látom magam(at) a képen „Nu mă văd în poză”, Látod magad(at)? „Te vezi?”

Obiectul exprimat prin infinitiv este totdeauna nemarcat.

#### Structura obiectului
- Obiect simplu: Milyen ajándékot készítsek neked? „Ce cadou să-ți pregătesc?”
- Obiectul compus este format dintr-o parte de vorbire nominală și un verb copulativ la infinitiv: Riporter szeretnék lenni „Aș vrea să fiu reporter”.
- Obiectul multiplu poate fi format din:

– două sau mai multe părți de vorbire nominale coordonate între ele: Kiflit és zsemlét vettem „Am cumpărat cornuri și chifle”;
– două verbe copulative la infinitiv, coordonate între ele, pe lângă o parte de vorbire nominală: Szeretnék tanár lenni és maradni „Aș vrea să fiu și să rămân profesor”.
- Obiectul sintagmatic este format dintr-un infinitiv care are propriul său obiect: Próbáltam verset írni „Am încercat să scriu poezii”.
- Obiectul este inclus, dacă este de persoana a doua, iar predicatul este la persoana întâi, folosirea pronumelui personal servind la scoaterea sa în evidență: Látlak (téged) „Te văd (pe tine)”.

#### Tipurile de obiect
1. Din punctul de vedere al determinării:
- Obiectul este definit dacă este individualizat, identificat, specificat. Exemple de astfel de obiecte sunt:

– cel exprimat prin substantiv articulat cu articol hotărât: Tanuld meg a verset! „Învață poezia!”;
– cel exprimat prin substantiv propriu: Ismerem Pétert „Îl cunosc pe Péter”;
– cel exprimat prin substantiv cu sufix posesiv, subordonat verbului la infinitiv din compoziția unui obiect sintagmatic, dacă este exprimat și posesorul: Szeretem édesanyám leveleit olvasni „Îmi place sa citesc scrisorile mamei mele”;
– cel exprimat printr-un pronume general altul decât minden „tot, toată, toți, toate” (Bármelyiket megoldjuk „Îl/O rezolvăm pe oricare”) sau prin substantiv având ca atribut un adjectiv pronominal general: Bármelyik példát megoldjuk „Rezolvăm oricare problemă”.
- Obiectul este nedefinit dacă nu este individualizat, identificat, specificat. Este vorba de un asemenea obiect dacă este exprimat în principal prin:

– substantiv nearticulat: A nagymama vacsorát főz „Bunica face de cină”;
– pronume general cu valoare de numeral (A kiállításon mindent megnézek „La expoziție privesc totul”) sau substantiv având ca atribut un adjectiv pronominal general cu valoare de numeral: A kiállításon minden képet megnézek „La expoziție privesc toate tablourile”;
– pronume interogativ sau substantiv având ca atribut un adjectiv pronominal interogativ: Mit keresel? „Ce cauți?”, Milyen könyvet keresel? „Ce fel de carte cauți?”
2. Din punct de vedere semantic se poate vorbi de:
- obiect direcțional – cel spre care se îndreaptă acțiunea subiectului, fiind existent și înaintea acestei acțiuni: Megtanulta a szerepét „Și-a învățat rolul”;
- obiect rezultant – cel care ia ființă în urma acțiunii subiectului: Az ebédet készítem „Pregătesc prânzul”;
- obiect cu valoare de complement circumstanțial, adică obiect din punct de vedere formal, având desinența -t, dar sinonim sintactic cu un complement circumstanțial propriu-zis:

– de timp: Húsz évet éltem falun = Húsz évig éltem falun „Am trăit douăzeci de ani la țară”;
– numeric: Hármat rikkant a rigó = Háromszor rikkant a rigó „Mierla țipă de trei ori”;
– de loc: Járom az utam = Az utamon járok „Merg pe drumul meu”;
– de măsură: Egy kicsit megfáztam = Kissé megfáztam „Am răcit puțin”.

### Complementele(A határozók)
Denumim aici cu termenul „complemente” clasa numită în gramaticile limbii maghiare határozók, care cuprinde toate tipurile de complemente ce corespund în gramaticile limbii române complementului indirect și complementelor circumstanțiale.
Unele dintre complementele circumstanțiale sunt prezente ca atare și în gramaticile limbii române, altele nu. Dăm numai definițiile celor din urmă.

#### Complementul de loc(A helyhatározó)
Acest complement răspunde la una din întrebările hol? „unde?”, honnan? „de unde?”, merről? „din ce direcție”, hová? „încotro?”, merre? „în ce direcție?”, meddig? „până unde?”, și poate avea ca termen regent:
- un verb la un mod personal: A földig hajol „Se apleacă până la pământ”;
- o formă nominală a verbului[11]:

– infinitiv: Kellemes az erdőben sétálni „E plăcut să te plimbi prin pădure”;
– participiu: az asztal alatt alvó kutya „câinele care doarme sub masă”;
– gerunziu: Az erdőben sétálva találkoztam vele „M-am întâlnit cu el plimbându-mă prin pădure”;
- un adjectiv: Az alma belül férges „Mărul e viermănos înăuntru”.

Complementul de loc poate fi exprimat prin:
- substantiv sau pronume:

– cu o desinență care exprimă locul: A szalonban járkál „Umblă prin salon”, A földig hajol „Se apleacă până la pământ”;
– urmat de o postpoziție care exprimă locul: A kutya az asztal alatt alszik „Câinele doarme sub masă”;
- adverb de loc: Kint dolgozik „Lucrează afară”, Alul vizes a talaj „Jos terenul este ud”, Innen hallatszik a hang „Sunetul se aude de aici”.

#### Complementul de timp(Az időhatározó)
Întrebări: mikor? „când?”, mióta? „de când?”, mikortól (fogva)? „începând de când?”, mikorra? „pe când?”, meddig? „până când?”.
Termen regent: verb sau o formă nominală a verbului.
Mijloace de exprimare:
- substantiv cu desinență: Ezt tavasszal kell elvetni „Trebuie semănat primăvara”;
- numeral cu desinență: Hétkor találkozunk „Ne întâlnim la (ora) șapte”;
- substantiv cu postpoziție: Három óra után hívj fel! „Sună-mă după ora trei”;
- numeral cu postpoziție: Három körül várlak „Te aștept în jur de ora trei”;
- adverb de timp: Ma fejezzük be a munkát „Terminăm treaba astăzi”, Azóta nem láttam „De atunci nu l-am mai văzut”;
- gerunziu: Az iskolába menve beszélgettek „Discutau în timp ce mergeau spre școală”.

#### Complementul numeric(A számhatározó)
Acest complement, neluat în seamă de gramaticile românești, exprimă frecvența, repetarea în timp a acțiunii sau întâmplării exprimate de verbul sau forma nominală a verbului căruia i se subordonează.
Întrebări: hányszor? „de câte ori?” sau hányadszor? „a câta oară?”.
Mijloace de exprimare:
- numeral cu desinență: Már kétszer szóltam neki „I-am vorbit de două ori”, Negyedszerre sikerült „A patra oară am reușit”;
- numeral cu postpoziție: Négy alkalommal voltam nála „Am fost la el/ea de patru ori”;
- adverb: Gyakran látogatom meg a szüleimet „Îmi vizitez deseori părinții”.

#### Complementul de stare(Az állapothatározó)
Acest complement exprimă starea în care se află persoana sau lucrul denumit de subiect, de obiect sau de altă parte de propoziție în timpul acțiunii, întâmplării sau existenței exprimate de verbul căruia i se subordonează. Corespunde parțial cu elementul predicativ suplimentar din gramaticile limbii române.
Mijloace de exprimare:
- parte de vorbire nominală cu desinență:

– substantiv: Álmában felkiáltott „A țipat în vis”, Holdvilágnál sétáltak „S-au plimbat la lumina lunii”, Rendőrként jött ide „A venit aici ca polițist”;
– pronume: Miben halt meg a beteg? „De ce (boală) a murit bolnavul?”;
– adjectiv: Üresen hagyta a fridzsidert „A lăsat frigiderul gol”, Érintetlenül hagyta az ételt „A lăsat mâncarea neatinsă”;
– numeral: Ketten voltunk ott „Am fost doi acolo”, Egyenként mentek ki „Au ieșit unul câte unul”;
- substantiv cu postpoziție: Megfázás nélkül úszta meg a telet „A ieșit din iarnă fără răceală”, Havazás esetén nem utazom el „Dacă ninge, nu plec” (literal, „În caz de ninsoare …”), Ezt desszert gyanánt fogyasztják „Asta se consumă ca desert”;
- substantiv precedat de mint: Mint igazgató szólt hozzám „Mi-a vorbit în calitate de director”;
- adverb: Egyedül javította meg a kocsiját „Și-a reparat mașina singur”;
- gerunziu: Még élve találtak rá „L-au găsit încă în viață” (literal, „trăind”).

#### Complementul de origine(Az eredethatározó)
Acest complement exprimă starea, persoana sau lucrul care se află la originea persoanei sau lucrului denumit de subiect.
Întrebări: kiből? „din cine?”, miből? „din ce?”, kitől? „de la cine?”, mitől? „de la ce?”.
Termeni regenți: verb sau formă nominală a verbului.
Mijloace de exprimare:
- substantiv cu desinență: A két folyó egy forrásból ered „Cele două râuri pornesc din același izvor”, A testvére más apától származik „Fratele său este de la alt tată”;
- pronume cu desinență: Kitől van ez az idézet? „Din cine este citatul acesta?”;
- substantiv cu postpoziție: Egyszerű emberek közül került ki „S-a ridicat dintre oameni simpli”;
- pronume cu postpoziție: Valaki részéről jó javaslat hangzott el „Din partea cuiva a venit o propunere bună”;
- pronume personal format din desinență cazuală[12]: Jó mérnök lett belőle „A ieșit un inginer bun din el”;
- adverb: Az információ innen került ki „Informația a ieșit de aici”.

#### Complementul de rezultat(Az eredményhatározó)
Acest complement exprimă ce sau cum devine o persoană sau un lucru denumite de subiect, de obiect etc., ca rezultat al acțiunii sau întâmplării exprimate de verbul căruia i se subordonează.
Întrebări: kivé? „ce?” (referitor la persoane), mivé? „ce?” (referitor la lucruri), mibe? „în ce?”, mire? „în ce?”, milyenné? „ca să fie cum?”, milyenre? „ca să fie cum?”.
Termeni regenți: verb sau formă nominală a verbului.
Mijloace de exprimare:
- substantiv cu desinență: Füstté vált az egész „Totul s-a făcut fum”, Az ételt adagokra osztják „Mâncarea se împarte în porții”;
- adjectiv cu desinență: Fényesre csiszolja a gyűrűt „Șlefuiește inelul ca să fie lucios”;
- pronume cu desinență: Íme mivé lett a ház „Iată ce a devenit casa”;
- adverb: Ketté kell osztani a kérdést „Întrebarea trebuie împărțită în două”.

#### Complementul sociativ(A társhatározó)
Întrebări: kivel (együtt)? „(împreună) cu cine?”, mivel (együtt)? „(împreună) cu ce?”.
Termeni regenți: verb sau formă nominală a verbului.
Mijloace de exprimare:
- substantiv cu desinență: Kenyérrel eszem a levest „Mănânc supa cu pâine”, Lovastul esett a vízbe „A căzut în apă cu cal cu tot”;
- pronume cu desinență: Mindenkivel barátkozik „E prieten cu toată lumea”;
- pronume personal din desinența -val/-vel: Velem jött „A venit cu mine”;
- substantiv cu desinență și cu postpoziția együtt „împreună”: A barátjával együtt sétál „Se plimbă împreună cu prietenul său”;
- adverbul együtt: Együtt megyünk moziba „Mergem împreună la cinema”.

#### Complementul de mod(A módhatározó)
Acest complement corespunde celui circumstanțial de mod propriu-zis din gramaticile limbii române, nu și celui de mod de măsură și celui de mod comparativ.
Întrebări: hogyan? „cum?”, miképpen? „în ce fel?”, miként? „în ce fel?”, mi módon? „în ce mod?”.
Termeni regenți: verb, formă nominală a verbului, adjectiv.
Mijloace de exprimare:
- substantiv cu desinență: Futólépésben gyere vissza! „Întoarce-te în pas alergător!”, A hosszában csíkos szoknyát vett fel „A îmbrăcat o fustă cu dungi în lung”;
- adjectiv cu desinență[13]: Szabálytalanul előzött „A depășit neregulamentar”;
- substantiv cu postpoziție: Kíséret nélkül énekel „Cântă fără acompaniament”;
- adverb: Gyalog jár munkába „Merge la lucru pe jos”, Így kell ezt csinálni „Așa trebuie făcut”;
- gerunziu: Aggódva nézett rám „S-a uitat la mine cu îngrijorare” (literal, „îngrijorându-se”).

#### Complementul de cauză(Az okhatározó)
Întrebări: miért? „de ce?”, mi okból? „din ce cauză?”, mi miatt? „din ce cauză?”, minek a következtében? „în urma a ce?”.
Termeni regenți: verb, formă nominală a verbului, adjectiv.
Mijloace de exprimare:
- substantiv cu desinență: Hálás vagyok önnek az ajándékért „Vă sunt recunoscător pentru cadou”, Szerelemből nősült „S-a însurat din dragoste”;
- pronume cu desinență: Hálás vagyok önnek ezért „Vă sunt recunoscător pentru aceasta”;
- substantiv cu postpoziție: A sztrájk következtében csökkent az idegenforgalom „În urma grevei, turismul a scăzut”;
- pronume format din postpoziție: Miattad történt minden! „Din cauza ta s-a întâmplat totul!”;
- infinitiv: Félek szembeszegülni „Mi-e frică să mă opun”;
- gerunziu: Tudva miről van szó, nem kérdeztem semmit „Știind despre ce este vorba, n-am întrebat nimic”;
- parte de vorbire nominală + verb copulativ la gerunziu (complement de cauză compus): Idegen lévén eltévedt „Fiind străin(ă), s-a rătăcit”.

#### Complementul de scop(A célhatározó)
Acest complement are două tipuri:
1. Unul din tipurile complementului de scop exprimă ce scop are acțiunea, întâmplarea sau existența exprimată de termenul regent, în interesul cui sau al cărui lucru are loc aceasta.
Întrebări: miért? „pentru ce?”, mi célból? „cu ce scop?”, mi végett? „cu ce scop?”.
Termeni regenți: verb, formă nominală a verbului.
Mijloace de exprimare:
- substantiv cu desinență: A szabadságért harcolnak „(Ei/Ele) luptă pentru libertate”;
- substantiv cu postpoziție: A békekötés érdekében fáradoznak „Se străduiesc în interesul încheierii păcii”;
- pronume: A barátom küzd értem „Prietenul meu se luptă pentru mine”;
- infinitiv: Elment munkát keresni „A plecat să caute de lucru”;
- parte de vorbire nominală + verb copulativ la infinitiv (complement de scop compus): Igyekszik pontos lenni „Se străduiește să fie punctual”.

2. Celălalt tip al complementului de scop exprimă faptul dacă persoana denumită sau lucrul denumit de altă parte de propoziție este adecvat(ă) pentru ori utilizabil(ă) în procesul sau rolul calitativ exprimat de termenul regent.
Întrebări: mire?, mi célra?, minek? „la ce?”, „de ce?”, „pentru ce?”.
Termeni regenți: verb, formă nominală a verbului, adjectiv.
Mijloace de exprimare:
- substantiv cu desinență: Ezt a szappant csak ruhamosásra használom „Săpunul ăsta îl folosesc numai la spălat rufe”, Pista alkalmas katonának „Pista e bun de soldat”;
- substantiv cu postpoziția javára: Az ifjúság javára tesz „Acționează pentru binele tineretului”;
- pronume: Erre nem jó az alkohol „Pentru asta nu e bun alcoolul”;
- infinitiv: Képes vagyok ezt megoldani „Sunt capabil(ă) să rezolv asta”.

#### Complementul de relație(A tekintethatározó)
Întrebări: mire nézve? „privitor la ce?”, milyen tekintetben? „în ce privință?”, milyen szempontból? „din ce punct de vedere?”, mire vonatkozólag? „referitor la ce?”.
Termeni regenți: verb, formă nominală a verbului, adjectiv.
Mijloace de exprimare:
- substantiv cu desinență: Egyetértünk a lényegben „Suntem de acord în ceea ce privește esența”;
- pronume cu desinență: Ebben nem vagyok jártas „La asta nu mă pricep”;
- adjectiv cu desinență: Szépnek szép a kép, csak túl drága „De frumos e frumos tabloul, dar e prea scump”;
- adjectiv derivat de la substantiv cu sufixul -i + sufixul -lag/-leg[14]: A film művészileg kitűnő „Filmul este excelent din punct de vedere artistic”;
- substantiv cu postpoziție: Nem döntöttünk még a részletkérdéseket illetően „Încă n-am decis în privința detaliilor”;
- pronume cu postpoziție: Hozzám képest fiatal „Față de mine e tânăr(ă)”;
- adverb: Általában jól bírom a meleget „În general suport bine căldura”;
- infinitiv: Érteni értem az érvét, csak nem fogadhatom el „De înțeles înțeleg argumentul dumneavoastră, dar nu pot să-l accept”.

#### Complementul de grad/măsură(A fok-mérték határozó)
Acest complement corespunde complementului circumstanțial de mod de măsură din gramaticile românești.
Întrebări: hogyan? „cum?”, mennyire? „în ce măsură?”, mennyivel? „cu cât?”, milyen fokban? „în ce grad?”, milyen mértékben? „în ce măsură?”.
Termeni regenți: verb, formă nominală a verbului, adjectiv, numeral, adverb, pronume.
Mijloace de exprimare:
- substantiv, adjectiv, numeral sau pronume cu desinență: állig felfegyverzett „înarmat până în dinți”, hallatlanul érdekes „nemaipomenit de interesant”, százszor nehezebb „de o sută de ori mai greu”, Eddig ért a víz „Apa a ajuns până aici”;
- substantiv, adjectiv sau numeral cu postpoziție: Minden várakozáson felül sikerült „Totul a reușit peste așteptări”, Rettentő mód(on) elfáradtam „Am obosit îngrozitor”, Százezren felül költöttem „Am cheltuit peste 100.000”;
- adverb: Ez a fiú kissé félénk „Băiatul ăsta e cam timid”;
- gerunziu: Kérve kérlek, ne menj el! „Te rog din suflet, nu pleca!” (literal, „Te rog rugându-te…”).

#### Complementul instrumental(Az eszközhatározó)
Întrebări: kivel? „cu cine?”, mivel? „cu ce?”, ki által? „prin cine?”, mi által? „prin ce?”, kinek a segítségével? „cu ajutorul cui?”, minek a segítségével? „cu ajutorul a ce?”.
Termeni regenți: verb, formă nominală a verbului.
Mijloace de exprimare:
- substantiv cu desinență: Majd egy kővel verem be a szeget „O să bat cuiul cu o piatră”;
- pronume cu desinență: Bármivel írhatsz „Poți scrie cu orice”;
- substantiv cu postpoziție: Hirdetés által ismerkedtek meg „S-au cunoscut prin mica publicitate”.

O subspecie a acestui complement este cel numit eszközlő határozó, corespunzător complementului de agent din gramaticile limbii române. Acest complement poate avea ca regent:
- un verb factitiv: A fiával mosatja le a kocsiját „Îl pune pe fiul său să-i spele mașina”;
- un verb pasiv: A gyerekek által készített rajzok őszintébbek „Desenele făcute de copii sunt mai sincere”.

#### Complementul de atribuire(A részeshatározó)
Acest complement corespunde complementului indirect în cazul dativ fără prepoziție și unor complemente în cazul acuzativ cu prepoziție din gramaticile românești.
Întrebări: kinek? „cui?”, minek? „la ce?”, kinek a részére/számára? „pentru cine?” minek a részére/számára? „pentru ce?”.
Termeni regenți: verb, formă verbală a verbului, adjectiv.
Mijloace de exprimare:
- substantiv cu desinență: Ír a feleségének „Îi scrie soției sale”, A dohányzás veszélyes az egészségre „Fumatul este periculos pentru sănătate”;
- pronume cu desinență: Ennek nem adok semmit „Ăstuia nu-i dau nimic”;
- pronume personal format din desinență cazuală sau din postpoziție: Nekem küldték a levelet „Mie mi s-a trimis scrisoarea”, Számomra nincs remény „Pentru mine nu există speranță”;
- substantiv cu postpoziție: Nem tudom, mit tartogat a családunk számára a jövő „Nu știu ce-i rezervă viitorul familiei noastre”.

Substantivul sau pronumele cu desinența -nak/-nek și pronumele personal format de la această desinență, subordonate verbelor van/lesz „a fi” și nincs(en) nincs(en) (plural nincsenek) / sincs(en) (plural sincsenek), formele supletive negative ale verbului van/lesz, constituie și complementul de atribuire care exprimă posesorul: Péternek van két barátja „Péter are doi prieteni”, Ennek nincs jelentősége „Asta nu are însemnătate”, Nekem sincs véleményem „Nici eu n-am nicio părere”.

#### Complementul comparativ(A hasonlító határozó)
Acest complement este considerat în gramaticile românești o subspecie a complementului circumstanțial de mod.
Întrebări: kinél? „decât cine?”, minél? „decât ce?”.
Termeni regenți:
- adjectiv la gradul comparativ: A fiú magasabb az apjánál „Fiul e mai înalt decât tatăl”;
- numeral nehotărât la gradul comparativ: Több, mint száz ember volt ott „Erau acolo mai mult de o sută de oameni”;
- adverb la gradul comparativ: Korábban kelt fel a barátjánál „S-a sculat mai devreme decât prietenul său”;
- pronume la gradul pozitiv care exprimă comparația sau altă parte de propoziție care cere conjuncția mint „ca, decât”: Nem mondhatok mást, mint ő „Nu pot spune altceva decât el/ea”.

Mijloace de exprimare:
- parte de vorbire nominală cu desinența -nál/-nél:

– substantiv: A fiú magasabb az apjánál „Fiul e mai înalt decât tatăl”;
– adjectiv: Szebbnél szebb tájakat láttam „Am văzut peisaje foarte frumoase” (literal, „mai frumoase decât frumoase”);
– numeral: Száznál több ember volt ott „Erau acolo mai mult de o sută de oameni”;
– pronume: Mindennél fontosabb az óvatosság „Prudența e mai importantă decât orice”;
- pronume personal format din desinența -nál/-nél: Nincs jobb nálad „Nu este niciunul/niciuna mai bun(ă) decât tine”;
- parte de vorbire nominală introdusă de conjuncția mint „decât, ca”: édesebb, mint a méz „mai dulce decât mierea”, több, mint száz „mai mulți de o sută”.

#### Complemente permanente(állandó határozók)sau asemantice(aszemantikus határozók)
Aceste complemente sunt asociate anumitor verbe sau părți nominale de vorbire, totdeauna cu aceeași desinență sau cu aceeași postpoziție (caracteristice altor tipuri de complemente), iar sensul lor nu poate fi delimitat exact, astfel încât nu pot fi incluse în niciunul din tipurile de complemente de mai sus. Cele mai multe complemente asemantice corespund unor complemente indirecte din gramaticile românești. Întrebările la care răspund se formează cu desinențele sau postpozițiile cu care se formează complementele respective. Termenul lor regent poate fi un verb, o formă nominală a verbului sau un adjectiv, și se pot exprima prin:
- substantiv sau pronume cu diverse desinențe:

Bízom a jövőben „Am încredere în viitor”;
Jó vagyok fizikából „Sunt bun(ă) la fizică”;
Min dolgozol? „La ce lucrezi?”;
Gondoskodik az anyjáról „Se îngrijește de mama sa”;
Kíváncsi vagyok az eredményre „Sunt curios(oasă) de rezultat”;
Minden a határozatunktól függ „Totul depinde de hotărârea noastră”;
Az eladó kedves minden vevőhöz „Vânzătorul e amabil cu toți cumpărătorii”;
Adós vagyok a banknak „Sunt dator băncii”;
Elégedett vagyok az eredménnyel „Sunt satisfăcut(ă) de rezultat”;
- substantiv sau pronume cu postpozițiile din exemple:

Áskálódtak a miniszter ellen „Țeseau intrigi împotriva ministrului”;
Jó a gyerekek iránt „Este bun(ă) cu copiii”;
Óvatos vagyok akárkivel szemben „Sunt prudent(ă) față de oricine”;
Felmentették a feladat alól „A fost scutit(ă) de sarcină”;
- pronume personal format de la desinențele sau postpozițiile din exemplele de mai sus:

Bízom benned „Am încredere în tine”;
Ne harcolj ellenem! „Nu lupta împotriva mea!” etc.
Și o parte de vorbire care nu primește desinențe sau postpoziții, precum verbul la infinitiv, poate fi complement asemantic: Igyekszem nem hibázni „Mă străduiesc să nu greșesc”.

### Atributul(A jelző)
Atributul poate fi de următoarele tipuri: 1. calitativ (cu două subtipuri, calificativ și de desemnare); 2. cantitativ; 3. posesiv; 4. apoziție.

#### Atributul calitativ(A minőségjelző)
Acest tip de atribut se poate exprima prin:
- adjectiv calificativ:

– nederivat: Piros almát vettem a piacon „Am cumpărat mere roșii la piață”, A nézőknek tetszik az új film „Spectatorilor le place filmul cel nou”;
– derivat din adverb, cu sufixul -i: Vonzanak a távoli hegyek „Mă atrag munții îndepărtați”
– derivat din substantiv, cu sufixul -só: A tolvaj a hátsó ajtón ment be „Hoțul a intrat pe ușa din spate”;
- adjectiv pronominal:

– demonstrativ: Sokat hallottam erről a filmről „Am auzit multe despre filmul acesta”;
– general: Bármelyik könyvet elolvasom „Citesc oricare carte”;
– interogativ: Milyen ruhát vegyek fel? „Ce rochie să îmbrac?”;
- substantiv:

– nume de ocupație: A mérnök úr népszerű a dolgozók körében „Domnul inginer este popular printre muncitori”;
– nume propriu de persoană: Péter bácsi sok mesét tud „Nenea Péter știe multe povești”;
– cu adjectiv derivat din postpoziție: A ház mögötti parkoló mindig foglalt „Parcarea din spatele blocului este mereu ocupată”;
– cu desinență, urmat de participiul prezent al verbului van „a fi”: a szülőkkel való beszélgetés „discuția cu părinții”;
- numeral:

– cardinal cu sufixul -s: A nyolcas busszal járok az egyetemre „Merg la universitate cu autobuzul 8”;
– ordinal: Mindig gyalog megyek a második emeletre „Urc totdeauna pe jos la etajul al doilea”;
- participiu:

– prezent: Az udvarban játszó gyerekek nem láttak semmit „Copiii care se jucau în curte n-au văzut nimic”;
– trecut: Az elkezdett munkát be kell fejezni „Treaba începută trebuie terminată”;
– trecut, cu desinența de persoana a treia singular, conjugarea definită, a indicativului trecut: Szeretem az édesanyám sütötte kenyeret „Îmi place pâinea făcută de mama”;
– viitor: Megmondta nekünk, mi az elvégzendő munka „Ne-a spus care e treaba de făcut”.
Subtipurile de atribut calitativ se deosebesc prin întrebările la care răspund:
- Atributul calificativ (minősítő jelző) răspunde la întrebarea milyen? „ce fel de?”: Piros almát vettem a piacon „Am cumpărat mere roșii la piață”.

- Atributul de desemnare (kijelölő jelző) răspunde la întrebarea melyik? „care?”: A nézőknek tetszik az új film „Spectatorilor le place filmul cel nou”.

Observații:
1. Atributul exprimat prin adjectiv calificativ sau prin adjectiv pronominal altul decât demonstrativ nu se acordă cu termenul determinat: új film „film nou”, új filmek „filme noi”, az új filmről „despre filmul cel nou”.
2. Atributul exprimat prin demonstrativele ez „acest/această”, az „acel/acea”, ugyanez „același/aceeași (de aici)” și ugyanaz „același/aceeași” se acordă în număr și caz cu termenul determinat, fiind urmat obligatoriu de articolul hotărât: ez a film „acest film”, ezek a filmek „filmele acestea”, ugyanarról a filmről „despre același film”.
3. Atributul este plasat înaintea termenului determinat. Acesta este motivul pentru care numele de familie precede prenumele în limba maghiară: Ady Endre Endre Ady. Sunt doar câteva excepții, influențe străine: Hotel Napsugár, postafiók 10 „cutia poștală 10”, Szabó II, a csatár „Szabó II, centrul înaintaș”.
4. Între atribut și termenul determinat nu se intercalează în general alt cuvânt. Singura excepție este intercalarea articolului nehotărât egy „un/o” pentru scoaterea în evidență a atributului: Gyönyörű egy állat ez a kutya! „Minunat animal e câinele ăsta!”

#### Atributul cantitativ(A mennyiségjelző)
Acest tip de atribut răspunde la întrebările hány? „cât/câtă/câți/câte?” (pentru entități numărabile) sau mennyi? „cât(ă)?” (pentru mase nedivizibile în entități). Se exprimă prin:
- numeral cardinal: Három embert láttam „Am văzut trei oameni”;
- numeral nehotărât: Sok diák tanul itt „Aici învață mulți studenți”;
- adjectiv derivat din numeral, cu sufixul -nyi, care exprimă un număr aproximativ: Ezernyi verset írt „A scris vreo mie de poezii”;
- adjectiv pronominal general cu valoare de numeral: Minden ember halandó „Toți oamenii sunt muritori”;
- substantiv care exprimă o cantitate: Adj egy szelet kenyeret! „Dă-mi o felie de pâine!”[17];
- substantiv nume de unitate de măsură: Minden nap megiszik egy liter tejet „Bea în fiecare zi un litru de lapte” (Acest atribut trebuie să aibă la rândul său un atribut exprimat prin numeral.)

Observație: Atributul cantitativ nu se acordă cu termenul determinat, acesta fiind totdeauna la singular.

#### Tipurile de atribut calitativ și cantitativ după structură
După structură, atributul calitativ și cel cantitativ poate fi de mai multe tipuri:
- Atributul simplu este format dintr-un singur cuvânt: sárga rózsa „trandafir galben”, kevés ember „puțini oameni”.
- Atributul compus este constituit de o sintagmă de natură morfologică, cu elementele strâns legate:

– substantiv + adjectiv derivat din postpoziție: az asztal alatti hely „locul de sub masă”;
– substantiv + participiul prezent al verbului van „a fi”: a szülőkhöz való ragaszkodás „atașamentul față de părinți”.
- Atributul cumulativ este alcătuit din mai multe atribute ale aceluiași termen determinat, coordonate între ele: magas, szőke férfi „bărbat înalt, blond”, öt vagy hat éve „de cinci sau șase ani”.
- Atributul structurat este o sintagmă formată din substantiv + való sau lévő (cele două forme de participiu prezent ale verbului van/lesz „a fi”), substantivul fiind subordonat la rândul său lui való/lévő, acesta având aici sens lexical deplin: a Balatonról való emléktárgy „suvenirul de la Balaton” (care provine de la Balaton), az asztalon lévő könyv „cartea de pe masă” (care se află pe masă).
- Atributul multiplu este constituit din atribute în lanț, în care primul atribut a fost la origine subordonat celui de-al doilea. Cele două atribute pot fi de același tip sau unul cantitativ și unul calitativ: a barna kalapos hölgy „doamna cu pălărie maro”, három liter tej „trei litri de lapte”, három fehér ház „trei case albe”.

#### Atributul posesiv(A birtokos jelző)
Acest tip de atribut exprimă posesorul termenului determinat. Poate fi exprimat prin:
- substantiv: Tavaly meghalt édesapám testvére „Anul trecut a murit fratele tatălui meu”;
- pronume: Az ő házát is elmosta az árvíz „Și casa lui/ei a fost dusă de inundație”;
- numeral nehotărât: Többek írása szinte olvashatatlan „Scrisul mai multora este practic de necitit”;
- infinitiv: Itt az ideje befejezni „Este timpul să se termine”;
- orice parte de vorbire nominală substantivată: a szép fogalma „noțiunea de frumos”.

Observații:
- Ca structură, și atributul posesiv poate fi simplu (az édesapám testvére „fratele tatălui meu”), cumulativ (Pista és Jóska háza „casa lui Pista și Jóska”) sau multiplu: a kert virágainak az illata „parfumul florilor din grădină” (literal, „… grădinii”).
- Atributul posesiv, care exprimă posesorul, este la nominativ dacă este simplu sau cumulativ, adică fără nicio desinență, pe când obiectul posedat este marcat printr-un sufix specific (vezi Exprimarea posesiei), care asigură acordul în număr și persoană cu posesorul. Este posibilă și construcția cu posesorul având desinența de dativ -nak/-nek și obiectul posedat cu articol hotărât: az édesapámnak a testvére „fratele tatălui meu”. Uneori folosirea desinenței -nak/-nek este obligatorie, și anume:

– Dacă atributul posesiv sau obiectul posedat are ca atribut un adjectiv pronominal demonstrativ: Olvastam ennek az írónak a műveit „Am citit operele acestui scriitor”, Olvastam az írónak ezeket a műveit „Am citit aceste opere ale scriitorului”.
– Dacă atributul posesiv este un pronume demonstrativ, interogativ, relativ, nehotărât sau general: annak az arca „fața aceluia/aceleia”, kinek a feladata? „sarcina cui?”.
– Dacă atributul posesiv are apoziție, ambele primesc desinența -nak/-nek: Elveszett Gergőnek, a fiamnak a tolltartója „S-a pierdut penarul lui Gergő, fiul meu”.
– În cazul atributului multiplu, ultimul său element primește desinența -nak/-nek: a kert virágainak az illata „parfumul florilor din grădină”.
- În cazul posesorului de persoana întâi și a doua, exprimarea acestuia prin pronumele personal este necesară numai dacă se accentuează posesorul: Elvesztettem a könyvemet „Mi-am pierdut cartea”, dar Az én könyvemet vesztettem el „Cartea mea am pierdut-o”.

#### Apoziția(Az értelmező)
Există două tipuri principale de apoziție:
- Apoziția corespunzătoare altor tipuri de atribut diferă de acestea prin postpunere după o pauză în vorbire, reprezentată prin virgulă în scris, și prin acordul cu cuvântul determinat. Poate fi:

– calitativ: Vettem csizmát, pirosat „Mi-am cumpărat cizme, roșii”;
– de desemnare: Nem boldogulok a zárral, a felsővel „Nu mă descurc cu broasca, cea de sus”;
– cantitativ: Egyél almát, sokat! „Mănâncă mere, multe!”;
– posesiv: Elkértem a könyvet, Jóskáét „Am cerut cartea, pe a lui Jóska”.
- Apoziția fără alt tip de atribut corespunzător este numită de identificare. Poate fi plasată înainte sau după termenul determinat, în ambele cazuri cu pauză, fără să-și schimbe natura. Și acest tip de apoziție se acordă: a barátomnak, Pistának „prietenului meu Pista”, Pistának, a barátomnak, „lui Pista, prietenul meu”.

## Topica în propoziție
În limba maghiară, în care părțile de propoziție sunt bine marcate morfologic față de limbi în care nu acesta este cazul, cum este engleza, topica este relativ liberă. Totuși, și în maghiară există reguli de topică ce depind în principal de faptul dacă propoziția este neutră, adică nu se scoate în evidență niciuna din părțile sale, sau dacă se scoate în evidență una din părți. În continuare se prezintă aspectele principale ale topicii în limba maghiară.

### În propoziția neutră
În propoziția neutră formată numai din predicat și subiect exprimat prin substantiv, ordinea este subiect + predicat: Apa ír „Tata scrie”. În propoziția neutră formată din predicat, subiect substantiv și un complement regim al predicatului, există următoarele cazuri:
- Dacă complementul este nearticulat, ordinea obligatorie este subiect + complement + predicat: Apa e-mailt ír „Tata scrie un e-mail” (literal „Tata e-mail scrie”).
- Dacă este articulat, complementul poate sta înaintea predicatului sau după acesta:

A nagynéném egy ruhát varr sau A nagynéném varr egy ruhát „Mătușa mea coase o rochie”;
A húgom a barátjáról mesél sau A húgom mesél a barátjáról „Sora mea mai mică povestește despre prietenul ei”.
Locul complementului exprimat prin pronume este în general după predicat: A nagyapám írt róla „Bunicul meu a scris despre el/ea/asta”.
În propoziția neutră cu un complement regim și un alt/alte complement(e), predicatul și complementul regim se plasează după regulile precedente, iar ceilalți termeni au un loc tipic, dar nu obligatoriu. Exemple:
| Subiect    | Complement care nu este regim | Complement regim | Predicat | Traducere                                                                                          |
| ---------- | ----------------------------- | ---------------- | -------- | -------------------------------------------------------------------------------------------------- |
| Az anyósom | reggel                        | villamossal      | utazott  | „Dimineața, soacră-mea a mers cu tramvaiul” (lit. „Soacră-mea dimineața cu tramvaiul a călătorit”) |
| Apám       | a garázsban                   | autót            | szerel   | „Tatăl meu lucrează la o mașină în garaj” (lit. „Tatăl meu în garaj mașină meșterește”)            |

Multe verbe pot avea și două complemente regim. În acest caz, unul stă înaintea predicatului, iar celălalt după el:
| Subiect  | Alt(e) complement(e) | Un regim       | Predicat     | Alt regim    | Traducere |
| -------- | -------------------- | -------------- | ------------ | ------------ | --- |
| A húgom  | éppen                | egy történetet | mesél        | a fiának     | „Sora mea tocmai îi povestește o întâmplare fiului ei” (lit. Sora mea tocmai o întâmplare povestește fiului ei”)                                                  |
| A bátyám | ma reggel a kertben  | az időjárásról | beszélgetett | a barátjával | „Azi dimineață, fratele meu discuta în grădină cu prietenul lui despre vreme” (lit. „Fratele meu azi dimineață în grădină despre vreme discuta cu prietenul lui”) |

Dacă ambele regimuri sunt articulate, locurile lor se pot schimba între ele și pot sta și ambele după predicat: A húgom egy történetet mesél a fiának = A húgom a fiának mesél egy történetet = A húgom mesél egy történetet a fiának = A húgom mesél a fiának egy történetet. În schimb, regimul nearticulat stă obligatoriu înaintea predicatului: Apám e-mailt ír a barátjának „Tatăl meu îi scrie un e-mail prietenului său” (lit. „Tatăl meu e-mail scrie prietenului său”).
Complementul regim exprimat prin pronume stă de cele mai multe ori după predicat: A fiam kapott tőlem egy kisautót „Fiul meu a primit de la mine o mașinuță” = A fiam egy kisautót kapott tőlem (lit. „Fiul meu o mașinuță a primit de la mine”).

### În propoziția cu scoatere în evidență
Într-o asemenea propoziție, partea scoasă în evidență primește în vorbire un accent mai puternic decât celelalte părți și stă totdeauna înaintea predicatului. Astfel, o propoziție neutră ca Ma reggel a villamoson találkoztam az anyósoddal „Azi dimineață m-am întâlnit în tramvai cu soacră-ta” poate deveni, în funcție de partea care se scoate în evidență:
|               | Parte scoasă în evidență | Predicat    |              |              | Traducere                                                              |
| ------------- | ------------------------ | ----------- | ------------ | ------------ | ---------------------------------------------------------------------- |
| Az anyósoddal | ma reggel                | találkoztam | a villamoson |              | Cu soacră-ta azi dimineață m-am întâlnit în tramvai (nu altădată)      |
|               | Az anyósoddal            | találkoztam | ma reggel    | a villamoson | Cu soacră-ta m-am întâlnit azi dimineață în tramvai (nu cu altcineva)  |
| Az anyósoddal | a villamoson             | találkoztam | ma reggel    |              | Cu soacră-ta în tramvai m-am întâlnit azi dimineață (nu în altă parte) |

Din punct de vedere logic, partea din propoziție scoasă în evidență este deseori rema, adică informația nouă din aceasta față de temă, adică de informația deja cunoscută de destinatarul comunicării. Astfel, de obicei, partea scoasă în evidență este răspuns la o întrebare:
| – Kivel találkoztál ma reggel a villamoson? „Cu cine te-ai întâlnit azi dimineață în tramvai?” | – Az anyósoddal (találkoztam ma reggel a villamoson); |
| – Mikor találkoztál az anyósommal? „Când te-ai întâlnit cu soacră-mea?”                        | – Ma reggel (találkoztam az anyósoddal a villamoson); |
| – Hol találkoztál az anyósommal? „Unde te-ai întâlnit cu soacră-mea?”                          | – A villamoson (találkoztam ma reggel az anyósoddal). |

Cuvintele interogative din întrebarea directă sunt totdeauna scoase în evidență, deci și ele își au locul înaintea predicatului. Partea negată dintr-o propoziție are și ea același statut: Ma reggel senkivel nem találkoztam a villamoson „Azi dimineață cu nimeni nu m-am întâlnit în tramvai”.
Predicatul poate fi de asemenea scos în evidență, prin două procedee:
- prin accentuarea mai puternică în vorbire, fără schimbarea topicii față de cea a propoziției neutre: A koncerten álltunk, mert az ülőhelyek nagyon drágák voltak „La concert am stat în picioare, pentru că locurile erau foarte scumpe”;
- prin accentuarea mai puternică și plasarea la începutul propoziției: Álltunk a koncerten, mert… „Am stat în picioare la concert, pentru că…”.

În afara predicatului și a părții scoase în evidență, locul celorlalte părți ale propoziției este relativ liber: Az anyósoddal találkoztam a villamoson ma reggel = Az anyósoddal találkoztam ma reggel a villamoson = Ma reggel a villamoson az anyósoddal találkoztam = A villamoson az anyósoddal találkoztam ma reggel.